# Мураками Кагаку
Мураками Кагаку, наст. имя Такэда Синъити (яп. 村上 華岳; род.. 3 июля 1888 г.  Осака; ум. 11 ноября 1939) г. Кобе) — японский художник, писавший свои произведения в традиционном стиле нихонга.

## Жизнь и творчество
Такэда Синъити поступает в 1903 году в Городскую школу живописи и прикладного искусства в Киото. В 1904 году был усыновлён семьёй Мураками и объявлен её наследником. В 1906 году сдаёт первый экзамен, а в 1907 оканчивает художественную школу, выставив как дипломную работу свою картину Медведь. В следующем году участвует в выставке, организованной министерством культуры со своей картиной Осёл и подсолнухи, и завоёвывает на ней третью премию. В 1909 году художник поступает на второй курс в том же году открытой в Киото «Профессиональной школы живописи» и в 1911 году оканчивает её одним из первых студентов. Свою дипломную работу, полотно В феврале, художник выставляет на Пятой экспозиции «Бунтэн». В 1916 году он на аналогичной выставке показывает свою картину Амида. Оба эти полотна Мураками вызвали оживлённое обсуждение среди художественных критиков. 
В 1918 году Мураками, вместе со своими друзьями и единомышленниками Цутидой Бакусэном, Оно Сикё (1889–1979) и Сакакибара Синё образует художественную группу «Национальное общество креативного искусства» (国画創作協会), целью которого было развитие и распространение художественного стиля нихонга. Наиболее известное из произведений Мураками Кагаку, полотно Обнажённая (裸婦図), было им создано в этот период его творчества. В 1923 году, в связи с ухудшением состояния здоровья, мастер уезжает в городок Асия в префектуре Хёго, однако в 1927 году возвращается в свой дом в Ханакума близ Кобе. В последние годы жизни часто болеющий художник рисует преимущественно на буддийские темы и пейзажи.  

## Галерея

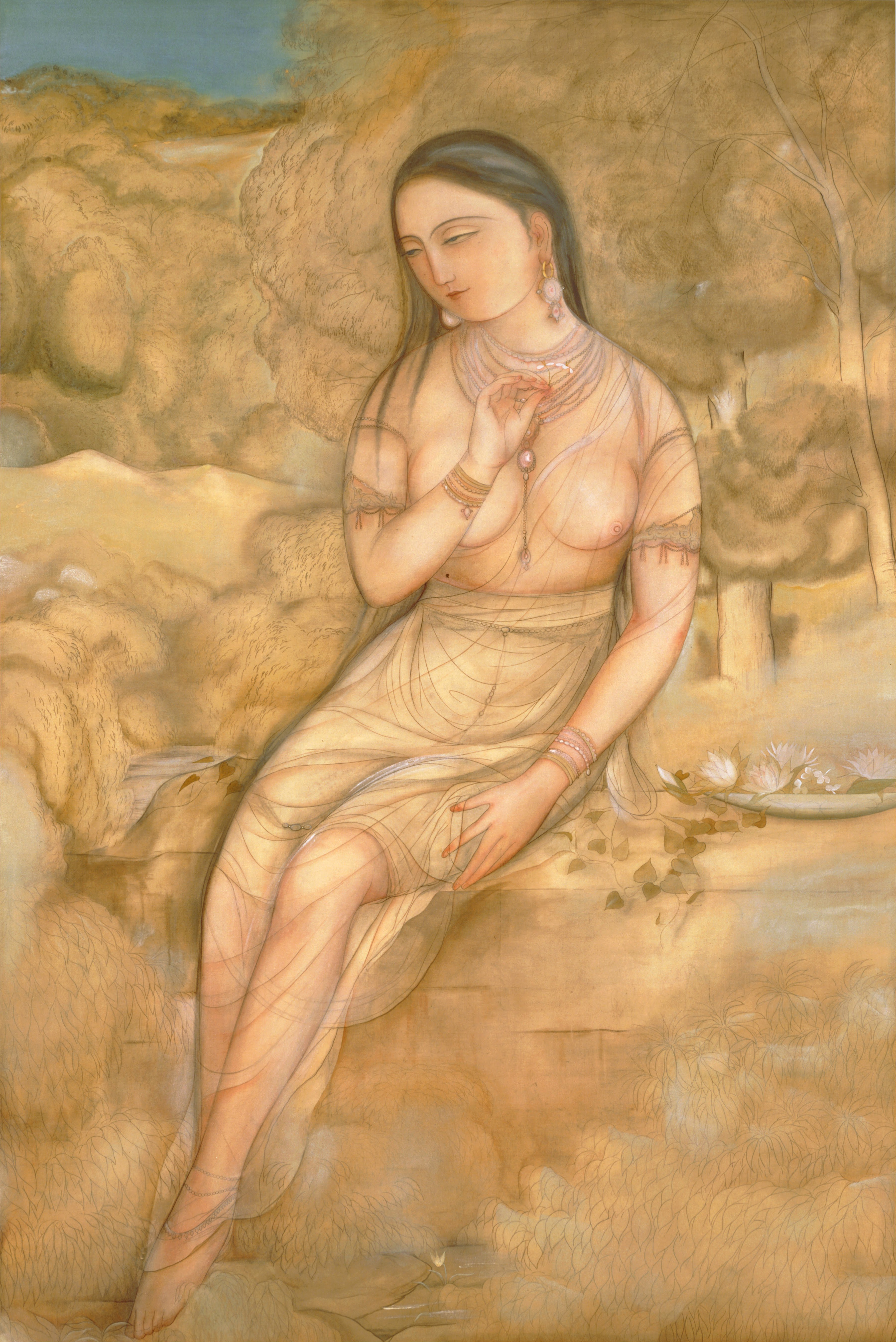
Обнажённая, 1920
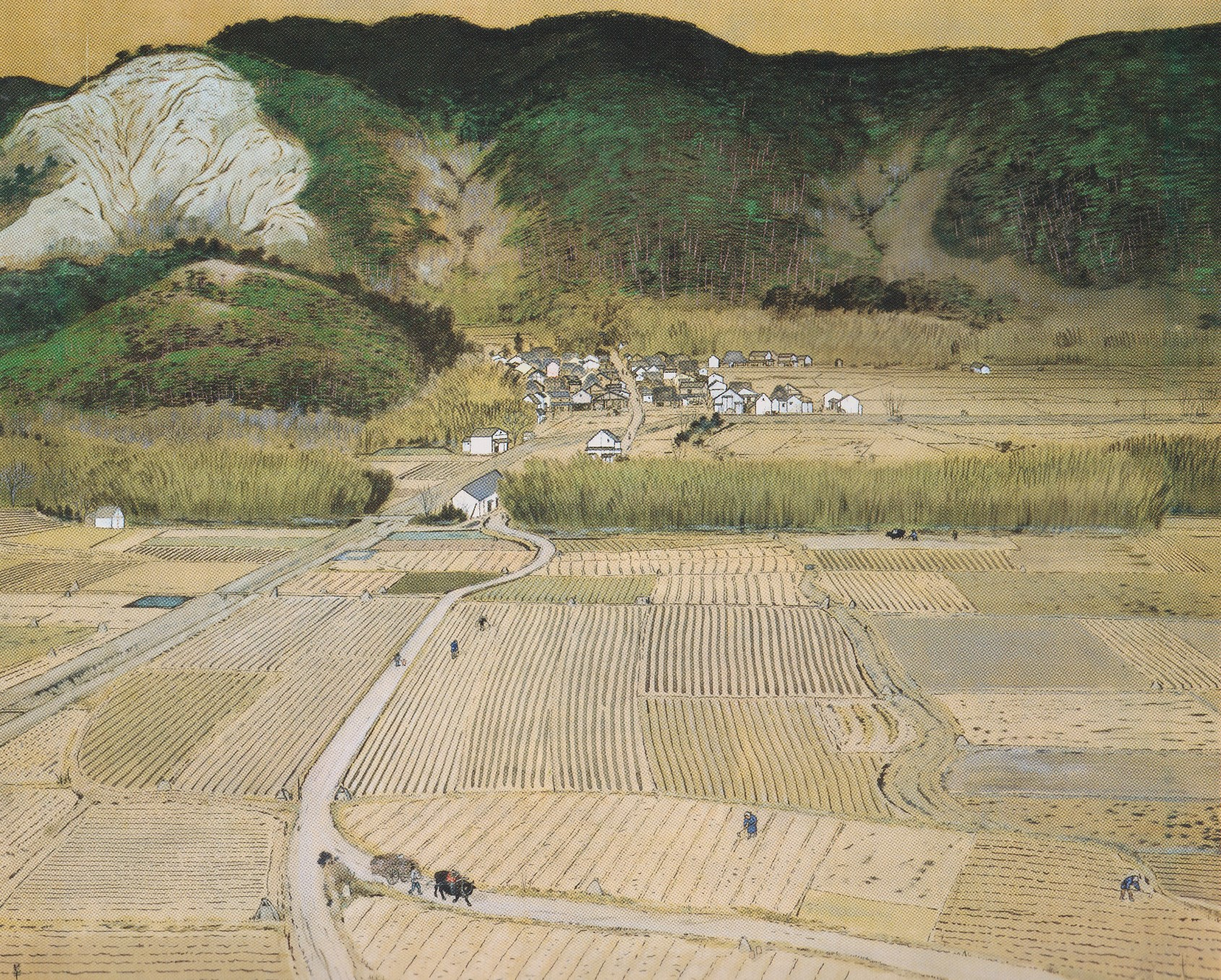
В феврале, 1911
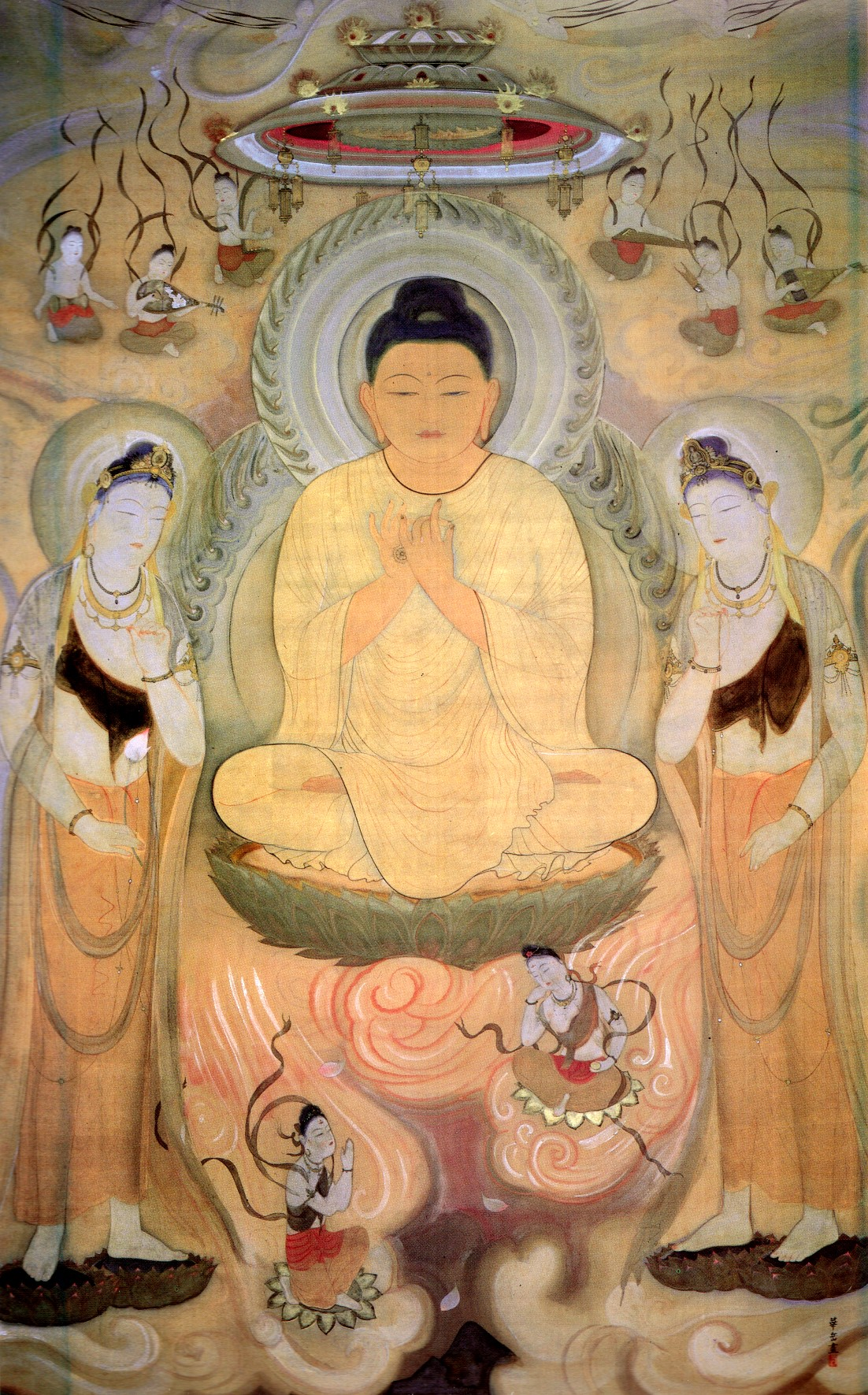
Амида, 1916
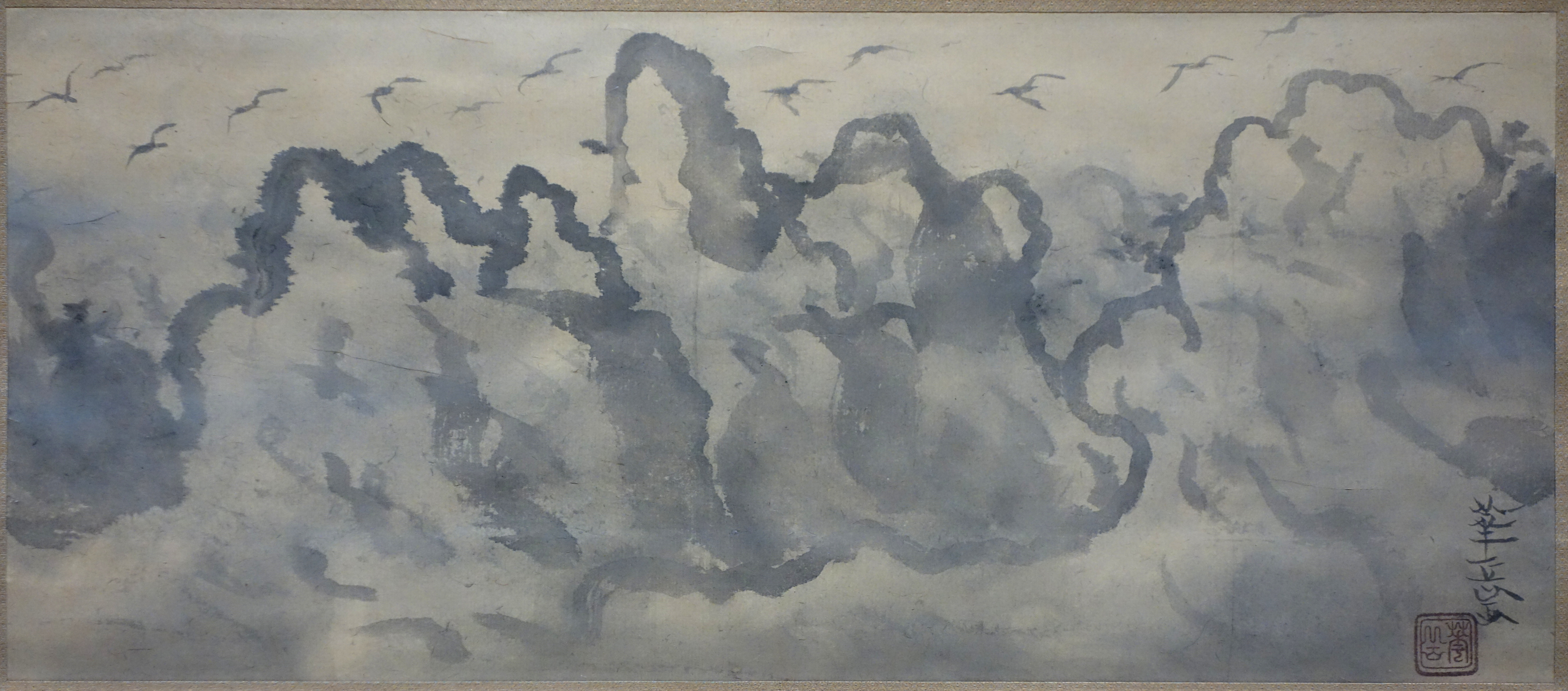
Закат  и птицы, 1935
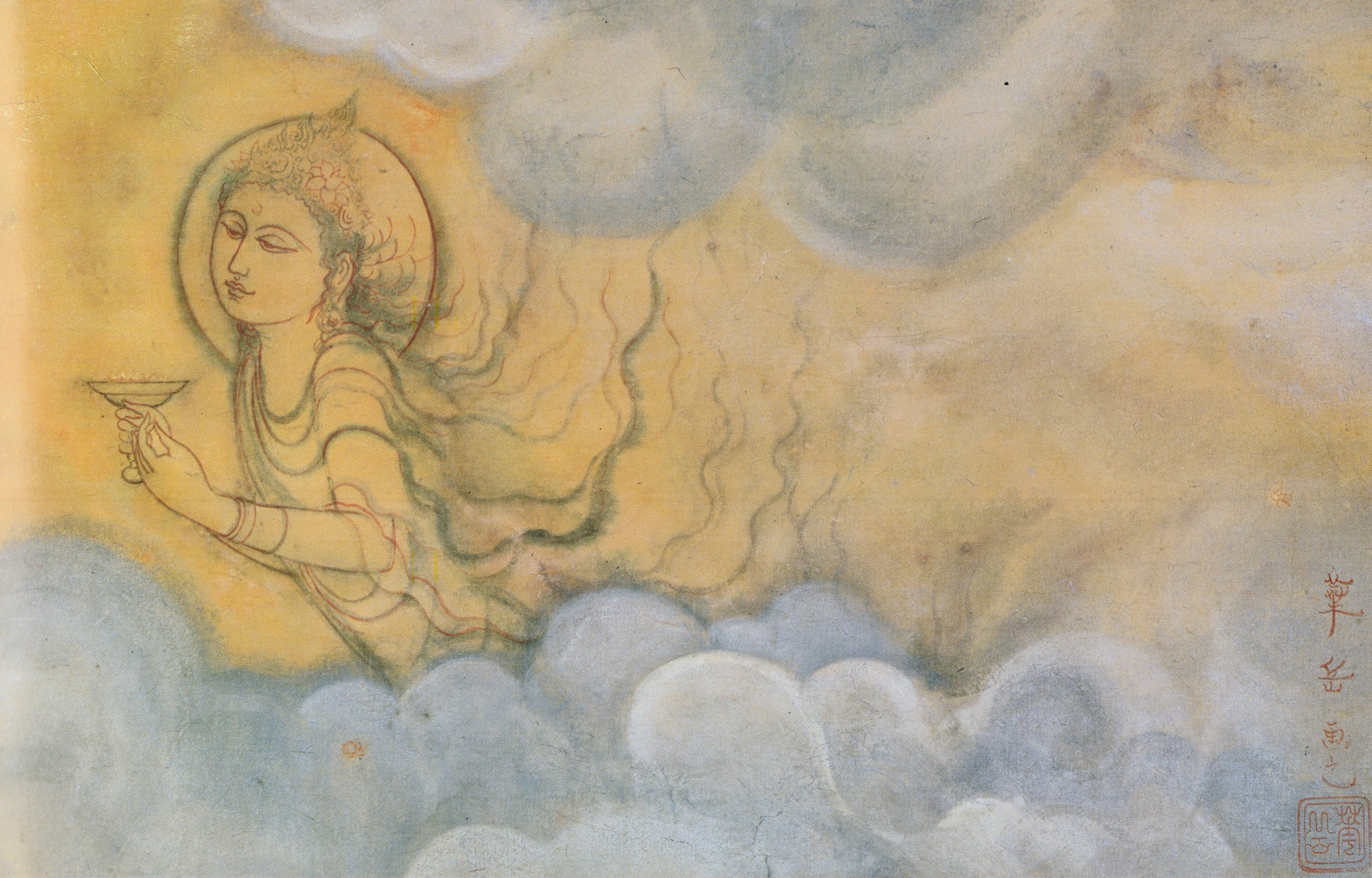
Выше облаков, 1938